# LAMOST

Porównanie wielkości i budowy zwierciadeł największych obecnych i planowanych teleskopów. LAMOST w górnej części diagramu, w czerwonym kolorze

Large Sky Area Multi-Object Fibre Spectroscopic Telescope (LAMOST) – chiński teleskop w Obserwatorium Xinglong w prowincji Hebei. Znany też pod nazwą Teleskop Guo Shoujinga, nadaną na cześć chińskiego astronoma żyjącego na przełomie XIII i XIV wieku. Teleskopem zarządza Chińska Akademia Nauk. Ma on za zadanie przeprowadzić 5-letni przegląd około 10 milionów gwiazd Drogi Mlecznej i milionów galaktyk. Apertura teleskopu wynosi 4 metry.

## Historia teleskopu
Decyzję o budowie teleskopu zatwierdziła Narodowa Komisja Rozwoju i Reform w październiku 1997. Budowę rozpoczęto we wrześniu 2001, a ukończono w październiku 2008. Od 2009 przez dwa lata trwał okres prób i testów. Od października 2011 do czerwca 2012 przeprowadzono pilotażowy przegląd nieba. Po przeglądzie dokonano drobnych napraw i udoskonaleń w teleskopie i systemie spektrografów. 28 września 2012 rozpoczął się regularny przegląd nieba o nazwie LAMOST Experiment for Galactic Understanding and Exploration (LEGUE). Odbywa się on we współpracy z astronomami z USA.

## Konstrukcja teleskopu
W przeciwieństwie do większości teleskopów, które mają możliwość obrotu i obserwowania niemal każdego punktu na niebie, LAMOST jest nieruchomy. Mimo to jest w stanie obserwować większość północnego nieba. Teleskop ustawiony jest dokładnie w kierunku północ-południe, czyli wzdłuż południka, i obserwuje obiekty astronomiczne przechodzące w pobliżu południka niebieskiego w wyniku pozornego dobowego ruchu sfery niebieskiej.
LAMOST składa się ze sterowalnego zwierciadła Schmidta, które jest zwierciadłem korekcyjnym, i sferycznego zwierciadła głównego.
Zwierciadło korekcyjne jest prawie płaskie i umieszczone w sferycznej kopule, znajdującej się w północnej części teleskopu. Jego rozmiar wynosi 5,72 × 4,40 m, a składa się ono z 24 sześciokątnych luster o średnicy 1,1 metra i grubości 25 mm. Zwierciadło to jest ruchome i może być skierowane ku obiektom znajdującym się w odległości do 30° od południka niebieskiego.
Zwierciadło główne ma rozmiar 6,67 × 6,05 m i składa się z 37 sześciokątnych luster o średnicy 1,1 metra i grubości 75 mm. Znajduje się wewnątrz podłużnego tubusu umieszczonego na dwóch wieżach (a dokładnie na szczycie wyższej wieży południowej).
Światło pochodzące od obiektów astronomicznych pada na zwierciadło korekcyjne, które odbija je w kierunku zwierciadła głównego. Ono z kolei kieruje światło ku płaszczyźnie ogniskowej teleskopu, gdzie znajduje się okrągła matryca zawierająca 4000 światłowodów. Jej średnica wynosi 1,75 metra, co odpowiada obszarowi na niebie o średnicy 5°. Światłowody te mają ograniczoną możliwość ruchu (poruszane są za pomocą mechanicznych siłowniczków), dzięki czemu mogą zostać ustawione w znanych pozycjach gwiazd lub galaktyk. Światło poprzez światłowody kierowane jest do 16 różnych spektrografów umiejscowionych w pomieszczeniu znajdującym się w niższej wieży teleskopu. Taka konstrukcja pozwala badać 4000 widm obiektów astronomicznych jednocześnie. W ciągu jednej nocy teleskop może uzyskać widma ponad 10 tysięcy gwiazd, a w ciągu roku – ponad 2 milionów.
LAMOST wykorzystuje optykę aktywną w obu zwierciadłach. Jest w stanie obserwować obiekty o deklinacji powyżej –10° i jasności do 20,5m.